# Salticus ravus
Salticus ravus là một loài nhện trong họ Salticidae.
Loài này thuộc chi Salticus. Salticus ravus được Friedrich Wilhelm Bösenberg miêu tả năm 1895.